# Zingem
Zingem est une ancienne commune néerlandophone de Belgique située en Région flamande, dans la province de Flandre-Orientale en une section de la commune de Kruisem. Depuis le 1er janvier 1977, la nouvelle commune de Zingem comprenait les anciennes communes de Zingem, Huise et Ouwegem. Le 1er janvier 2019, la commune fusionne avec Kruishoutem pour former la nouvelle commune de Kruisem.

## Toponymie
Siggingahem (885-86), Segingehem (941), Sicgingahæm (960), Sicgingahem (963), Sikingehem (964), Siggengem (1019-30), Sicgingehem (XIe), Siggechem (1088), Sinchem (1121), Singhem (1219)

## Sections de la commune fusionnée (1977-2018)
| # | Section | Superf. (km²) | Habitants (2020) | Habitants par km² | Code INS Depuis 2019 | Code INS Avant 2019 |
| - | ------- | ------------- | ---------------- | ----------------- | -------------------- | ------------------- |
| 1 | Zingem  | 8,17          | 4.207            | 515               | 45068A               | 45057A              |
| 2 | Ouwegem | 6,17          | 1.623            | 263               | 45068B               | 45057B              |
| 3 | Huysse  | 9,98          | 1.760            | 176               | 45068C               | 45057C              |

## Démographie

### Évolution démographique: Avant la fusion des communes
- Sources : INS, Rem. : 1831 jusqu'en 1970 = recensements, 1976 = nombre d'habitants au 31 décembre[2].

## Histoire de la commune
L'ancienne commune de Zingem (parfois, en français, antérieurement Syngem) comptait 2 432 habitants en 1895, avait une superficie de 819 ha, et comptait 492 maisons. C'était un village essentiellement agricole où l'on filait également le lin. Il y avait une distillerie et aussi une fabrique de sabots.
La gare de Zingem est mise en service en 1857. En 2020, c'est une halte de la Société nationale des chemins de fer belges (SNCB), desservie par des trains omnibus (L) et heure de pointe (P).

## À savoir
La commune est située dans la vallée de l'Escaut.
Les archives de l'ancienne commune de Zingem sont conservées aux Archives de l'État à Renaix, rue Van Hove 45, 9600 Renaix.